# 柴田昌宏
柴田 昌宏（しばた まさひろ、1940年4月22日 - ）は、日本の元俳優、鍼灸師。

## 来歴・人物
俳優の潮万太郎を父に持ち、姉に女優の弓恵子、弟に俳優の柴田侊彦という役者家族に育つ。
早稲田大学文学部卒業。1961年に俳優座の養成所に入所、1964年に劇団雲に参加。役者仲間からは「マーチャン」のあだ名を付けられていた。日本テレビの数ある青春ドラマで出演を重ねるが、家族ほどの役には恵まれず引退したのち鍼灸師となり鍼灸院を開業する傍ら太極拳講師としても活動している。

## 出演作品

### テレビドラマ
- 青春とはなんだ（1965年 - 1966年、NTV / 東宝 / テアトルプロ） - 手塚勝
- これが青春だ（1966年 - 1967年、NTV / 東宝 / テアトルプロ） - 伊藤直一
- でっかい青春（1967年 - 1968年、NTV / 東宝 / テアトルプロ） - 大崎修治
- 進め!青春 第11話「勝利者」（1968年、NTV / 東宝 / テアトルプロ） - 近松信雄
- 天を斬る　第8話「旅先の女」　(1969年、NET / 東映)
- 女殺し屋 花笠お竜 第20話「宿場に咲いた母恋しぐれ」（1970年、12ch / 国際放映） - 新吉
- ザ・ガードマン 第324話「ズッコケ娘にホトホトまいった」（1971年、TBS / 大映テレビ）
- 水戸黄門 第3部 第22話「消えた姫君」 (1972年、TBS / C.A.L)  - 増田源三郎
- 特別機動捜査隊（1972年 - 1974年、NET / 東映） - 鷲見刑事 
  - 第800話「あヽ夫婦」（1977年） - 小柳正和
- 気になる嫁さん 第37話「結婚サギ師をだますには…」 (1972年、NTV / ユニオン映画) - 刑事
- 銭形平次 第384話「殺しを見た女」（1973年、CX / 東映） - 佐吉
- われら青春! 第17話「十六人のラグビー部」（1974年、NTV / 東宝） - 神野治男
- 荒野の素浪人 第16話「博徒狩り」（1974年、NET / 三船プロダクション） - 伍作
- 右門捕物帖 第24話「盗まれた花嫁」（1974年、NET / 東映）
- 非情のライセンス 第2シリーズ 第6話「兇悪の母」（1974年、NET / 東映） - 高松
- 運命峠　第5話「華麗なる非情剣」　(1974年、KTV / 東映) - 毛利継元
- 太陽にほえろ! （NTV / 東宝）
  - 第177話「海に消えたか三億円」（1975年） - 五十嵐
  - 第206話「刑事の妻が死んだ日」（1976年） - 宮田一彦
- 同心部屋御用帳 江戸の旋風 第46話「悪い夢」（1976年、CX / 東宝）
- 大都会 闘いの日々 第22話「スター」（1976年、NTV / 石原プロモーション）
- 鉄道公安官 第20話「泣き虫公安官事件簿」（1979年、ANB / 東映）

### 映画
- これが青春だ!（1966年、東宝） - 池上 役
- めぐりあい（1968年、東宝） - 前田 役
- 野蛮人のネクタイ（1969年、日活） - 大前順之介 役

### 吹き替え
- 弁護士ジャッド（1968年 - 1970年、NHK） - ベン・コールドウェル （ステファン・ヤング）
- 刑事コロンボ「もう一つの鍵」 - ピーター・ハミルトン （レスリー・ニールセン）

### アニメ
- まんが日本絵巻（1977年-1978年、TBS / ワールドテレビジョン） - 源義経、大海人皇子、ベラ八、市村鉄之助、本右衛門、やさの助、森の石松、源頼朝、伊佐信次郎